# ستربسلز

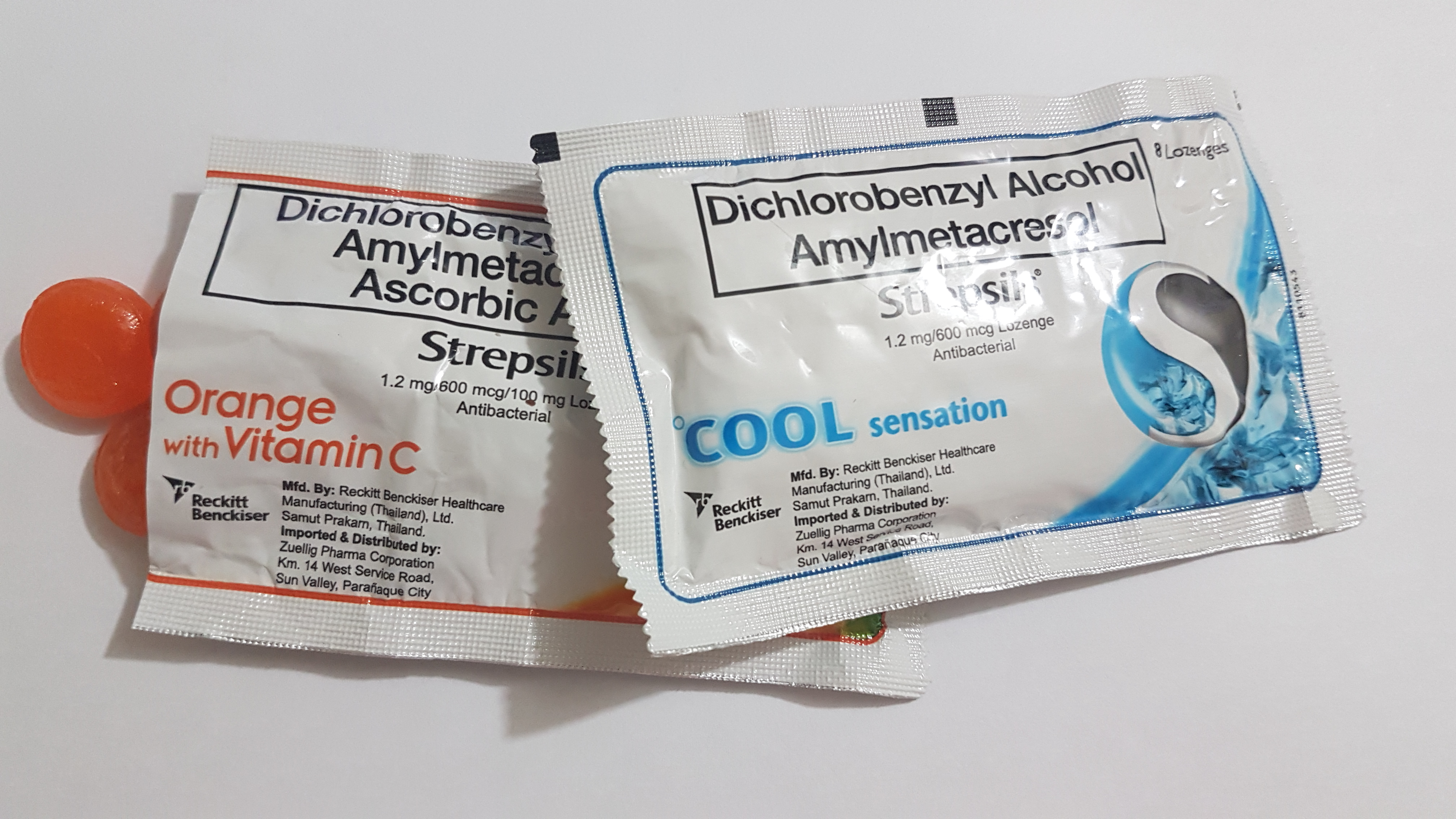
أقراص ستربسلز في الفلبين

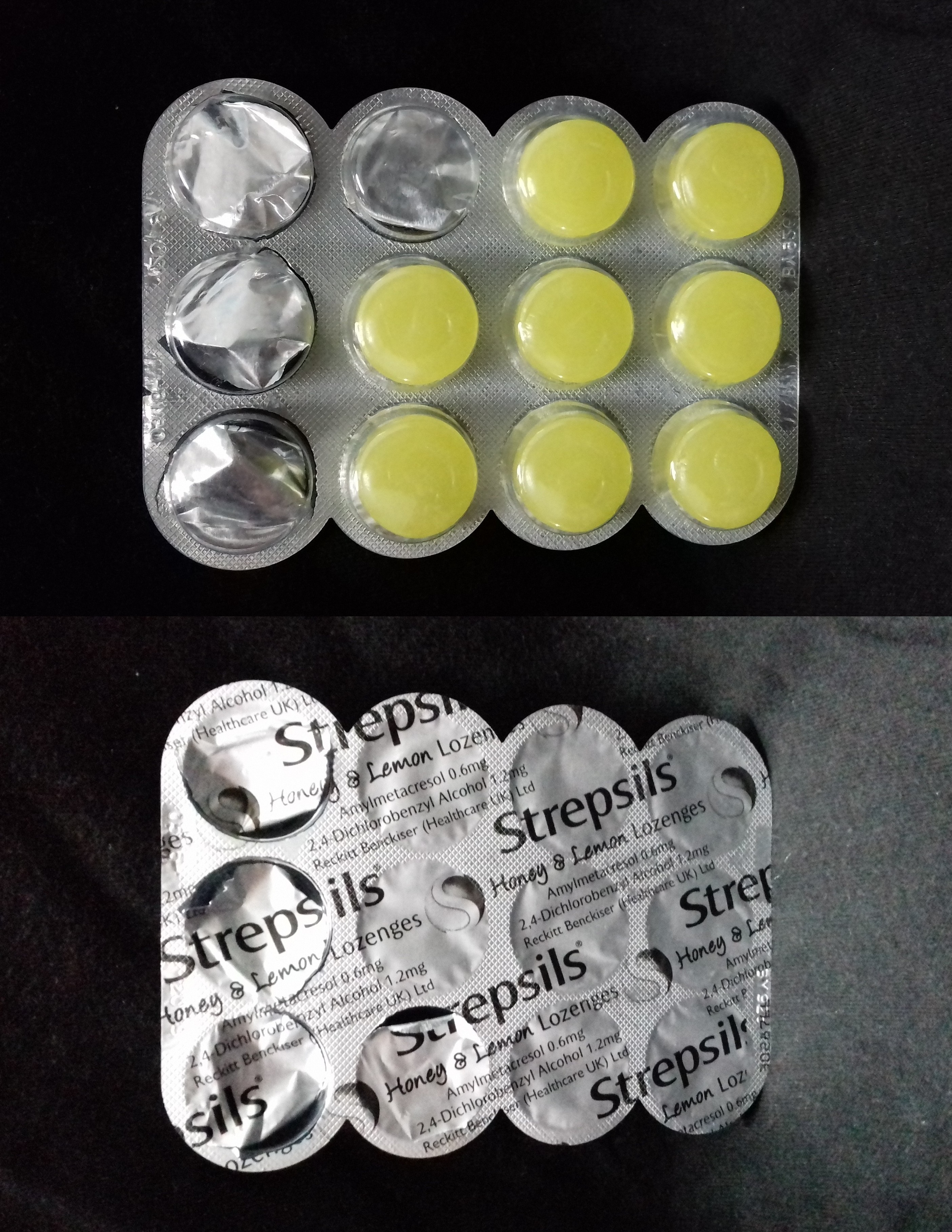
أقراص ستربسلز في مصر

ستربسلز هو نوع من أقراص الاستحلاب للحلق المُستخدمة في تخفيف الشعور بعدم الراحة الذي تسببه التهابات الفم والحلق. في البداية كانت العلامة التجارية مُستخدمة لتسويق غسول للفم في 1950.
تصنع شركة ريكيت بينكيزر أقراص ستربسلز، كما أن الأقراص واحدة من العلامات التجارية الخاصة بشركة بوتس هيلث كير إنترناشونال التي استحوزت على تصنيعها شركة ريكيت بنيكيزر في 2006. توجد في الأقراص عناصر فعالة رئيسية منها كحول البنزيل ثنائي الكلور وأميل ميتا كريسول، وتحتوي بعض التركيبات على حمض الأسكوربيك (فيتامين سي). أما العناصر غير الفعالة فتشمل المنثول، وحمض الطرطريك، وبروبيلين جليكول.

## وصلات خارجية
- تقريرعن أقراص ستربسلز للاستحلاب للحلق أصدرته الوكالة التنظيمية للأدوية ومنتجات الرعاية الصحية (MHRA)